# Bounce Back
"Bounce Back" – utwór żeńskiego zespołu brytyjskiego Little Mix, wydany 14 czerwca 2019 roku nakładem wytwórni RCA UK i Columbia Records jako główny singel z ich nadchodzącego, szóstego albumu studyjnego.